# Eleições parlamentares europeias de 2004 no distrito de Castelo Branco
| Eleições parlamentares europeias de 2004 em Portugal Distritos: Aveiro \| Beja \| Braga \| Bragança \| Castelo Branco \| Coimbra \| Évora \| Faro \| Guarda \| Leiria \| Lisboa \| Portalegre \| Porto \| Santarém \| Setúbal \| Viana do Castelo \| Vila Real \| Viseu \| Açores \| Madeira \| Estrangeiro |

## Resultados por Concelho
Os resultados nos concelhos do Distrito de Castelo Branco foram os seguintes:

### Belmonte
| Partido                 | Partido                                         | Votos | %               | +/-   |
| ----------------------- | ----------------------------------------------- | ----- | --------------- | ----- |
|                         | Partido Socialista                              | 1 890 | 56,83 / 100,00  | 3,02  |
|                         | Força Portugal                                  | 897   | 26,97 / 100,00  | 6,84  |
|                         | Coligação Democrática Unitária                  | 186   | 5,59 / 100,00   | 0,08  |
|                         | Bloco de Esquerda                               | 87    | 2,62 / 100,00   | 1,86  |
|                         | Partido Comunista dos Trabalhadores Portugueses | 34    | 1,02 / 100,00   | 0,30  |
|                         | Outros                                          | 92    | 2,77 / 100,00   |       |
| Votos Inválidos         | Votos Inválidos                                 | 140   | 4,21 / 100,00   | 0,29  |
| Total                   | Total                                           | 3 326 | 100,00 / 100,00 |       |
| Eleitorado/Participação | Eleitorado/Participação                         | 5 973 | 55,68 / 100,00  | 14,57 |

### Castelo Branco
| Partido                 | Partido                        | Votos  | %               | +/-  |
| ----------------------- | ------------------------------ | ------ | --------------- | ---- |
|                         | Partido Socialista             | 10 549 | 56,08 / 100,00  | 3,13 |
|                         | Força Portugal                 | 5 268  | 28,00 / 100,00  | 7,14 |
|                         | Bloco de Esquerda              | 780    | 4,15 / 100,00   | 2,99 |
|                         | Coligação Democrática Unitária | 765    | 4,07 / 100,00   | 0,73 |
|                         | Outros                         | 711    | 3,78 / 100,00   |      |
| Votos Inválidos         | Votos Inválidos                | 738    | 3,92 / 100,00   | 0,36 |
| Total                   | Total                          | 18 811 | 100,00 / 100,00 |      |
| Eleitorado/Participação | Eleitorado/Participação        | 48 185 | 39,04 / 100,00  | 4,16 |

### Covilhã
| Partido                 | Partido                                         | Votos  | %               | +/-  |
| ----------------------- | ----------------------------------------------- | ------ | --------------- | ---- |
|                         | Partido Socialista                              | 11 039 | 57,73 / 100,00  | 5,42 |
|                         | Força Portugal                                  | 4 060  | 21,23 / 100,00  | 8,25 |
|                         | Coligação Democrática Unitária                  | 1 849  | 9,67 / 100,00   | 1,83 |
|                         | Bloco de Esquerda                               | 746    | 3,90 / 100,00   | 2,61 |
|                         | Partido Comunista dos Trabalhadores Portugueses | 255    | 1,33 / 100,00   | 0,16 |
|                         | Outros                                          | 483    | 2,53 / 100,00   |      |
| Votos Inválidos         | Votos Inválidos                                 | 691    | 3,61 / 100,00   | 0,76 |
| Total                   | Total                                           | 19 123 | 100,00 / 100,00 |      |
| Eleitorado/Participação | Eleitorado/Participação                         | 49 570 | 38,58 / 100,00  | 2,15 |

### Fundão
| Partido                 | Partido                        | Votos  | %               | +/-  |
| ----------------------- | ------------------------------ | ------ | --------------- | ---- |
|                         | Partido Socialista             | 5 371  | 53,92 / 100,00  | 2,14 |
|                         | Força Portugal                 | 3 084  | 30,96 / 100,00  | 1,09 |
|                         | Coligação Democrática Unitária | 410    | 4,12 / 100,00   | 0,72 |
|                         | Bloco de Esquerda              | 322    | 3,23 / 100,00   | 2,08 |
|                         | Outros                         | 393    | 3,93 / 100,00   |      |
| Votos Inválidos         | Votos Inválidos                | 381    | 3,83 / 100,00   | 0,66 |
| Total                   | Total                          | 9 961  | 100,00 / 100,00 |      |
| Eleitorado/Participação | Eleitorado/Participação        | 28 690 | 34,72 / 100,00  | 2,41 |

### Idanha-a-Nova
| Partido                 | Partido                                         | Votos  | %               | +/-  |
| ----------------------- | ----------------------------------------------- | ------ | --------------- | ---- |
|                         | Partido Socialista                              | 2 665  | 58,43 / 100,00  | 3,76 |
|                         | Força Portugal                                  | 1 296  | 28,41 / 100,00  | 5,68 |
|                         | Coligação Democrática Unitária                  | 128    | 2,81 / 100,00   | 1,08 |
|                         | Partido Comunista dos Trabalhadores Portugueses | 70     | 1,53 / 100,00   | 0,50 |
|                         | Bloco de Esquerda                               | 59     | 1,29 / 100,00   | 0,73 |
|                         | Outros                                          | 141    | 3,10 / 100,00   |      |
| Votos Inválidos         | Votos Inválidos                                 | 202    | 4,42 / 100,00   | 0,99 |
| Total                   | Total                                           | 4 561  | 100,00 / 100,00 |      |
| Eleitorado/Participação | Eleitorado/Participação                         | 11 071 | 41,20 / 100,00  | 0,77 |

### Oleiros
| Partido                 | Partido                                         | Votos | %               | +/-  |
| ----------------------- | ----------------------------------------------- | ----- | --------------- | ---- |
|                         | Força Portugal                                  | 1 658 | 58,98 / 100,00  | 8,13 |
|                         | Partido Socialista                              | 713   | 25,36 / 100,00  | 1,84 |
|                         | Partido Comunista dos Trabalhadores Portugueses | 93    | 3,31 / 100,00   | 3,05 |
|                         | Bloco de Esquerda                               | 33    | 1,17 / 100,00   | 0,88 |
|                         | Outros                                          | 111   | 3,94 / 100,00   |      |
| Votos Inválidos         | Votos Inválidos                                 | 203   | 7,22 / 100,00   | 4,14 |
| Total                   | Total                                           | 2 811 | 100,00 / 100,00 |      |
| Eleitorado/Participação | Eleitorado/Participação                         | 7 108 | 39,55 / 100,00  | 5,31 |

### Penamacor
| Partido                 | Partido                                         | Votos | %               | +/-  |
| ----------------------- | ----------------------------------------------- | ----- | --------------- | ---- |
|                         | Partido Socialista                              | 1 064 | 52,23 / 100,00  | 2,57 |
|                         | Força Portugal                                  | 680   | 33,38 / 100,00  | 1,93 |
|                         | Bloco de Esquerda                               | 53    | 2,60 / 100,00   | 2,07 |
|                         | Coligação Democrática Unitária                  | 45    | 2,21 / 100,00   | 1,51 |
|                         | Partido Comunista dos Trabalhadores Portugueses | 25    | 1,23 / 100,00   | 0,55 |
|                         | Outros                                          | 82    | 4,03 / 100,00   |      |
| Votos Inválidos         | Votos Inválidos                                 | 88    | 4,32 / 100,00   | 0,82 |
| Total                   | Total                                           | 2 037 | 100,00 / 100,00 |      |
| Eleitorado/Participação | Eleitorado/Participação                         | 6 524 | 31,22 / 100,00  | 6,58 |

### Proença-a-Nova
| Partido                 | Partido                        | Votos | %               | +/-  |
| ----------------------- | ------------------------------ | ----- | --------------- | ---- |
|                         | Força Portugal                 | 2 182 | 56,05 / 100,00  | 3,90 |
|                         | Partido Socialista             | 1 261 | 32,39 / 100,00  | 1,41 |
|                         | Bloco de Esquerda              | 65    | 1,67 / 100,00   | 1,31 |
|                         | Coligação Democrática Unitária | 39    | 1,00 / 100,00   | 0,28 |
|                         | Outros                         | 126   | 3,24 / 100,00   |      |
| Votos Inválidos         | Votos Inválidos                | 220   | 5,65 / 100,00   | 2,57 |
| Total                   | Total                          | 3 893 | 100,00 / 100,00 |      |
| Eleitorado/Participação | Eleitorado/Participação        | 8 862 | 43,93 / 100,00  | 4,14 |

### Sertã
| Partido                 | Partido                        | Votos  | %               | +/-   |
| ----------------------- | ------------------------------ | ------ | --------------- | ----- |
|                         | Força Portugal                 | 3 012  | 51,90 / 100,00  | 10,51 |
|                         | Partido Socialista             | 1 999  | 34,45 / 100,00  | 4,06  |
|                         | Bloco de Esquerda              | 89     | 1,53 / 100,00   | 0,98  |
|                         | Coligação Democrática Unitária | 83     | 1,43 / 100,00   | 0,37  |
|                         | Partido Humanista              | 60     | 1,03 / 100,00   | Novo  |
|                         | Outros                         | 198    | 3,42 / 100,00   |       |
| Votos Inválidos         | Votos Inválidos                | 362    | 6,24 / 100,00   | 2,50  |
| Total                   | Total                          | 5 803  | 100,00 / 100,00 |       |
| Eleitorado/Participação | Eleitorado/Participação        | 15 528 | 37,37 / 100,00  | 7,65  |

### Vila de Rei
| Partido                 | Partido                        | Votos | %               | +/-  |
| ----------------------- | ------------------------------ | ----- | --------------- | ---- |
|                         | Força Portugal                 | 1 150 | 63,92 / 100,00  | 9,65 |
|                         | Partido Socialista             | 285   | 15,84 / 100,00  | 0,38 |
|                         | Coligação Democrática Unitária | 34    | 1,89 / 100,00   | 0,66 |
|                         | Bloco de Esquerda              | 33    | 1,83 / 100,00   | 1,19 |
|                         | Partido da Nova Democracia     | 22    | 1,22 / 100,00   | Novo |
|                         | Outros                         | 77    | 4,28 / 100,00   |      |
| Votos Inválidos         | Votos Inválidos                | 198   | 11,00 / 100,00  | 5,23 |
| Total                   | Total                          | 1 799 | 100,00 / 100,00 |      |
| Eleitorado/Participação | Eleitorado/Participação        | 3 220 | 55,87 / 100,00  | 3,20 |

### Vila Velha de Ródão
| Partido                 | Partido                                         | Votos | %               | +/-  |
| ----------------------- | ----------------------------------------------- | ----- | --------------- | ---- |
|                         | Partido Socialista                              | 1 100 | 59,36 / 100,00  | 3,98 |
|                         | Força Portugal                                  | 478   | 25,80 / 100,00  | 6,82 |
|                         | Coligação Democrática Unitária                  | 107   | 5,77 / 100,00   | 1,36 |
|                         | Bloco de Esquerda                               | 40    | 2,16 / 100,00   | 1,75 |
|                         | Partido Comunista dos Trabalhadores Portugueses | 22    | 1,19 / 100,00   | 0,42 |
|                         | Outros                                          | 39    | 2,10 / 100,00   |      |
| Votos Inválidos         | Votos Inválidos                                 | 67    | 3,62 / 100,00   | 1,17 |
| Total                   | Total                                           | 1 853 | 100,00 / 100,00 |      |
| Eleitorado/Participação | Eleitorado/Participação                         | 3 874 | 47,83 / 100,00  | 4,39 |